# Liste der denkmalgeschützten Objekte in Draßburg
Die Liste der denkmalgeschützten Objekte in Draßburg enthält die 11 denkmalgeschützten, unbeweglichen Objekte der burgenländischen Gemeinde Draßburg im Bezirk Mattersburg.

## Denkmäler
| Foto |                 | Denkmal                                                                    | Standort                                             | Beschreibung | Metadaten |
| ---- | --------------- | -------------------------------------------------------------------------- | ---------------------------------------------------- | --- | --- |
| ja   | Datei hochladen | Figurenbildstock hl. Florian HERIS-ID: 25862 Objekt-ID: 22311              | vor Baumgartnerstraße 16 Standort KG: Draßburg       | Die Statue des heiligen Florian steht auf einem Obelisken, der mit 1785 bezeichnet ist. | BDA-Hist.: Q37896983 Status: § 2a Stand der BDA-Liste: 2025-06-30 Name: Figurenbildstock hl. Florian GstNr.: 101                                                             |
| ja   | Datei hochladen | Hl. Johannes Nepomuk-Kapelle HERIS-ID: 25857 Objekt-ID: 22306              | Hauptplatz Standort KG: Draßburg                     | In der offenen Kapelle auf dem Hauptplatz steht eine Statue des hl. Johannes Nepomuk aus dem 18. Jahrhundert. | BDA-Hist.: Q37896922 Status: § 2a Stand der BDA-Liste: 2025-06-30 Name: Hl. Johannes Nepomuk-Kapelle GstNr.: 236/1                                                           |
| ja   | Datei hochladen | Kath. Pfarrkirche hl. Anna HERIS-ID: 25858 Objekt-ID: 22307                | Kirchenring 11 Standort KG: Draßburg                 | Die Pfarrkirche im südwestlichen Ortsteil entstand ursprünglich im 14. und 15. Jahrhundert und wurde 1701 umgebaut. Das dreijochige Langhaus ist im Mauerkern mittelalterlich; die gotischen Fenster des niedrigeren Chores wurden vermauert. Der mächtige viergeschoßige Westturm steht auf einem mittelalterlichen Unterbau. Der Hochaltar und die weitere Inneneinrichtung stammen vom Ende des 18. Jahrhunderts.                        | BDA-Hist.: Q27252010 Status: § 2a Stand der BDA-Liste: 2025-06-30 Name: Kath. Pfarrkirche hl. Anna GstNr.: 94 Pfarrkirche hl. Anna (Draßburg)                                |
| ja   | Datei hochladen | Wehrmauer, Kirchhof HERIS-ID: 25859 Objekt-ID: 22308                       | Kirchenring 11 Standort KG: Draßburg                 | Die ehemalige Wehrmauer um die Kirche enthält zwei barocke Grabsteinreste. Sie wurde im Jahr 1934 restauriert. | BDA-Hist.: Q37896942 Status: § 2a Stand der BDA-Liste: 2025-06-30 Name: Wehrmauer, Kirchhof GstNr.: 94                                                                       |
| ja   | Datei hochladen | Friedhofskapelle HERIS-ID: 25866 Objekt-ID: 22315                          | Kleine Berggasse 13 Standort KG: Draßburg            | Die neogotische Friedhofskapelle mit Giebelreiter wurde 1875 erbaut. | BDA-Hist.: Q37897039 Status: § 2a Stand der BDA-Liste: 2025-06-30 Name: Friedhofskapelle GstNr.: 117 Friedhofskapelle Draßburg                                               |
| ja   | Datei hochladen | Marienkapelle HERIS-ID: 25861 Objekt-ID: 22310                             | Schlossgasse, nahe Schloss Standort KG: Draßburg     | Der kleine barocke Giebelbau steht südöstlich des Ortskerns. Sein Altar stammt aus der 1. Hälfte des 18. Jahrhunderts. | BDA-Hist.: Q37896969 Status: Bescheid Stand der BDA-Liste: 2025-06-30 Name: Marienkapelle GstNr.: 151/1                                                                      |
| ja   | Datei hochladen | Park samt Gartenplastiken und Glashäusern HERIS-ID: 43643 Objekt-ID: 44290 | Schlossgasse 2 (Schloss) Standort KG: Draßburg       | Der Schlosspark entstand Mitte des 18. Jahrhunderts im Ausftrag von Eva Maria Meskó nach französischen Vorbildern, wurde aber teilweise im 19. Jahrhundert im Sinn eines englischen Gartens umgeformt. Er ist in Terrassen abgestuft und hat eine reiche skulpturale Ausstattung, insbesondere Musenstatuen, die von Jakob Christoph Schletterer stammen. Er ist zusätzlich auch als herausragendes gartenarchitektonisches Werk geschützt. | BDA-Hist.: Q64765006 Status: Bescheid Stand der BDA-Liste: 2025-06-30 Name: Park samt Gartenplastiken und Glashäusern GstNr.: 160, 162, 155, 151/1, 154 Schlosspark Draßburg |
| ja   | Datei hochladen | Schloss Draßburg HERIS-ID: 25856 Objekt-ID: 22305                          | Schlossgasse 2 (Schloss) Standort KG: Draßburg       | Das Schloss ist ein hufeisenförmiger Bau, der aus dem 17. Jahrhundert stammt und Mitte des 18. Jahrhunderts umgestaltet wurde. Es hat einen turmartigen Mittelteil und Arkadengänge gegen den Hof. Im Erdgeschoß befindet sich eine frühbarocke Grottenanlage. Zum Schutzobjekt gehört auch der ehemalige Schüttkasten auf Schlossgasse 5.                                                                                                  | BDA-Hist.: Q2240662 Status: Bescheid Stand der BDA-Liste: 2025-06-30 Name: Schloss Draßburg GstNr.: 160, 162 Schloss Draßburg                                                |
| ja   | Datei hochladen | Sühnekreuz HERIS-ID: 25863 Objekt-ID: 22312                                | vor Wiener Neustädterstraße 1a Standort KG: Draßburg | Das mittelalterliche Steinkreuz an der Wiener Neustädter Straße weist eingeritzte Zeichen auf. | BDA-Hist.: Q37897000 Status: § 2a Stand der BDA-Liste: 2025-06-30 Name: Sühnekreuz GstNr.: 393/1                                                                             |
| ja   | Datei hochladen | Mariensäule HERIS-ID: 25864 Objekt-ID: 22313                               | neben Hauptplatz 13 Standort KG: Draßburg            | Die Mariensäule stammt vom Ende des 17. Jahrhunderts. | BDA-Hist.: Q37897013 Status: § 2a Stand der BDA-Liste: 2025-06-30 Name: Mariensäule GstNr.: 236/1                                                                            |
| ja   | Datei hochladen | Antonipfeiler HERIS-ID: 25865 Objekt-ID: 22314                             | Antoniweg Standort KG: Draßburg                      | Der Antonipfeiler im Nordosten des Ortsgebiets stammt aus dem 19. Jahrhundert. | BDA-Hist.: Q37897026 Status: § 2a Stand der BDA-Liste: 2025-06-30 Name: Antonipfeiler GstNr.: 604                                                                            |